# Иммиграция в Испанию
Иммиграция в Испанию существовала с момента формирования современной Испании как суверенного государства. Однако, на протяжении большей части своей истории миграционное сальдо страны было отрицательным. По состоянию на 2020 год, в Испании проживало 7,2 миллиона иммигрантов, или 15,22 % населения страны.

## История
Как сами этнические испанцы, так и представители других народов страны на протяжении XV-XX веков массово переселялись за пределы Испании (в Азию, Африку, страны Лат. Америки и Европы) по политическим и экономическим причинам. Так, в страны Латинской Америки на протяжении этого периода ежегодно переселялось от 15 до 30 тыс. испанцев.
Массовая иммиграция в страну началась только после завершения экономического кризиса 1993 года и продолжалась до 2011 года, когда из-за нового экономического кризиса миграционное сальдо страны вновь стало отрицательным. За этот относительно небольшой отрезок времени в страну переселилось порядка 6,7 миллиона человек, которые составляли 14,3 % населения страны (2011 год). Из них около 1 миллиона уже успели получить испанское гражданство. Большая часть иммигрантов поселилась в Испании после введения в стране евро в 2004 году, так как именно эта твёрдая валюта дала экономическим мигрантам возможность посылать значительные деньги (в пересчёте на местную валюту) родственникам в страны исхода. Между 2004 и 2009 годами ежегодный прирост составлял свыше 500 тыс. человек, что сделало Испанию рекордсменом Евросоюза по этому показателю. Приток мигрантов имел важное значение для экономического развития страны, поскольку большая часть мигрантов из развивающихся стран трудоустраивалась в неформальном секторе экономики (строительство и надомная работа). Кроме этого, иммиграция помогла сгладить негативные последствия снижения рождаемости.

## Классификация иммигрантов
Иммигранты в Испании традиционно разделяются на несколько групп. К самой многочисленной относятся экономические мигранты (как легальные, так и нелегальные) выходцы из различных стран Латинской Америки, Африки, Азии и Восточной Европы. Далее выделяются выходцы из других стран Евросоюза (Британии, Германии, Норвегии), которые часто открывают в Испании официальные филиалы своих предприятий и работают в них же, поскольку им нравятся климатические условия страны. Наконец, к третьей группе относятся политические беженцы из нестабильных стран (например, из бывшей испанской колонии Экваториальной Гвинеи).

## Страны исхода
Среди стран исхода выделяются выходцы из Марокко (896 тыс.) и Румынии (783 тыс.). Вместе с тем, в этнокультурном плане наиболее значительную группу иммигрантов составляют выходцы из различных испаноязычных стран Латинской Америки.

## Географическая концентрация
Большинство иммигрантов последней волны поселилось в городах таких областей как Каталония (27,6 %); Мадрид (16,9 %); Андалусия (12,9 %) и Валенсия (10,4 %).

## Проблемы адаптации
Испания, которая в отличие от германских стран никогда не практиковала институциональной сегрегации, отличается большей терпимостью по отношению к иммигрантам. Наиболее успешно в Испании интегрируются выходцы из латиноамериканских стран, а вот выходцы из мусульманских стран испытывают большие проблемы с адаптацией. В Каталонии для адаптации иммигрантам также дополнительно требуется изучить каталанский язык.

## Законодательство
Поскольку Испания является страной новой иммиграции, её иммиграционное законодательство отличается достаточной лояльностью в отношении потенциальных и уже поселившихся иммигрантов. Испания также является одной из немногих стран, регулярно проводивших амнистии для нелегальных иммигрантов. Кроме этого, выходцы из бывших испанских колоний, потомки морисков и португальцы могут подать на получения вида на жительство после двух лет проживания в стране.